# Eleven Arrows Football Club
L'Eleven Arrows Football Club és un club namibià de futbol de la ciutat de Walvis Bay. També és conegut com a Konica Minolta Eleven Arrows i KM Eleven Arrows per patrocini.

## Palmarès
- Lliga namibiana de futbol:[2]
  - 1991